# امرسون لوئیز فیرمینو
امرسون لوئیز فیرمینو (به پرتغالی: Émerson Luiz Firmino) مهاجم اهل برزیل است که در شهر کمپیناس و در تاریخ ۲۸ ژوئیهٔ ۱۹۷۳ به دنیا آمده‌است.
امرسون لوئیز فیرمینو در تیم‌های فوتبال Bellinzago سابقهٔ حضور دارد.